# Arafsa
Arafsa (azerbajdzjanska: Ərəfsə) är en ort i Azerbajdzjan.   Den ligger i distriktet Nachitjevan, i den sydvästra delen av landet, 400 kilometer väster om huvudstaden Baku. Arafsa ligger 1 607 meter över havet och antalet invånare är 927.
Terrängen runt Arafsa är kuperad åt sydväst, men åt nordost är den bergig. Arafsa ligger nere i en dal. Runt Arafsa är det ganska glesbefolkat, med 25 invånare per kvadratkilometer.. Närmaste större samhälle är Saltaq, 18,6 kilometer sydväst om Arafsa. 
Trakten runt Arafsa består i huvudsak av gräsmarker.